# アルベルト・フォン・プルタレス

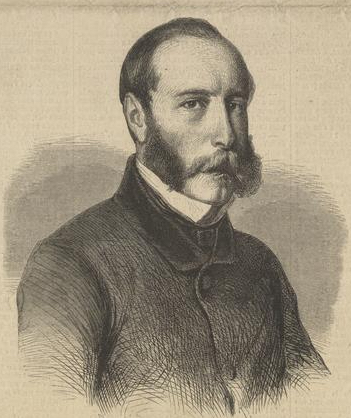
アルベルト・フォン・プルタレス伯爵

アルベルト・アレクサンダー・フォン・プルタレス（Albert Alexander Graf von Pourtalès, 1812年9月10日 パリ - 1861年12月18日 パリ）は、ドイツ・プロイセン王国の貴族、外交官。伯爵。在オスマン帝国大使、在フランス大使などを務めた。

## 生涯
プロイセンの枢密顧問官・王室式部長などを務めたフレデリック・ド・プルタレス伯爵（1779年 - 1861年）とその妻の伯爵令嬢ルイーズ・ド・カステラーヌの間の長男として生まれた。父はスイス・ヌーシャテル出身の銀行家・実業家プルタレス家の一員で、美術品収集家ジャム・アレクサンドル・ド・プルタレス伯爵の弟である。外国で教育を受けた後、プロイセン外務省に入省した。1844年までに外務省本省勤務や、ロンドン、ナポリ、コンスタンティノープルでの在外大使館勤務を経験した。1847年、文部大臣などを務めた法学者・政治家アウグスト・フォン・ベートマン＝ホルヴェークの娘アンナと結婚し、間に2人の娘をもうけた。1848年革命に際しては国王フリードリヒ・ヴィルヘルム4世の国外脱出計画に参加したが、この計画は実行されずじまいに終わった。また同年、第一次シュレースヴィヒ＝ホルシュタイン戦争の休戦条約となるマルメー条約締結の交渉に参加した。
1850年から1851年にかけ、トルコ駐在大使を務めた。同職にあった間、プルタレスは在英プロイセン大使クリスティアン・カール・ヨシアス・フォン・ブンゼンと緊密に連絡を取り合った。プルタレスと義父のベートマン＝ホルヴェーク、友人のブンゼンの3人は、自由主義的な政治党派「週刊紙派（Wochenblattpartei）」を形成し、その指導者的存在となった。プルタレスは1853年にクリミア戦争が始まると、プロイセンはイギリス・フランス側と同盟すべきだと主張した。彼の主張は、対外的には帝政ロシアに対するプロイセンの地位を強化すること、国内的には自由主義陣営の勢力を伸長させることを狙いとしていた。1853年にプルタレスはイギリスとの同盟を目指す外交交渉のためにロンドンに赴いた。プルタレスはプロイセンの「積極的中立主義」派を代表する立場で交渉を行ったが、イギリス政府からはオーストリア帝国と敵対しようとしていると見なされ、交渉は失敗した。
プルタレスはまたドイツ諸国の発展にも関心を持っていた。1853年、彼はドイツ連邦諸国の軍隊を統合しての統一ドイツ軍を創設し、プロイセンがその統率権を握る必要があるとの意見を表明した。さらにドイツ諸国間の政治的一体化のために恒久的な政府首脳会議を設置することを提案した。さらにもし統一ドイツ軍が実現するならば、諸国の軍事費の調整のためにも諸邦議会の代表者からなる予算委員会が必要になるとの見解を述べている。
ロンドンでの外交交渉に失敗した後、プルタレスはしばらく外交任務から離れることを余儀なくされた。しかしプルタレスはその後も国王反対派の中心人物として、国王と根深い対立関係にあった。このため彼は一時的にスイスやヴェネツィアに滞在した。自由主義派が躍進した「新時代（Neuen Ära）」が1858年に始まるとプルタレスは復権し、翌1859年にフランス駐在大使に任命された。この大使在任中、彼は新王ヴィルヘルム1世のナポレオン3世への表敬訪問を取り仕切った。在任中の1861年に死去した。後継の大使には、プルタレスの外交政策を鋭く批判していたオットー・フォン・ビスマルクが就任した。
プルタレスはプロイセン貴族院に議席を保有していた。甥のフリードリヒ・フォン・プルタレスも外交官・大使としてプロイセン政府に仕えた。